# Baron Middleton

Wappen der Barone Middleton

Baron Middleton, of Middleton in the County of Warwick, ist ein erblicher britischer Adelstitel in der Peerage of Great Britain.

## Verleihung
Der Titel wurde am 1. Januar 1712 für den Unterhausabgeordneten Sir Thomas Willoughby, 2. Baronet, geschaffen.
Er hatte 1688 von seinem älteren Bruder Francis Willoughby die Willoughby Baronetcy, of Wollaton in the County of Nottingham, geerbt, die diesem 1677 in the Baronetage of England mit einem entsprechenden besonderen Vermerk zugunsten Thomas’ verliehen worden war. Die Baronetcy ist seither ein nachgeordneter Titel des Barons.
Heute hat sein Nachfahre Michael Willoughby als 13. Baron die Titel inne.
Sitze der Familie waren Wollaton Hall in Nottingham und Middleton Hall in North Warwickshire. Aktueller Familiensitz ist Birdsall Hall in Malton, North Yorkshire.

## Liste der Barone Middleton (1711)
- Thomas Willoughby, 1. Baron Middleton (1670–1729)
- Francis Willoughby, 2. Baron Middleton (1692–1758)
- Francis Willoughby, 3. Baron Middleton (1726–1774)
- Thomas Willoughby, 4. Baron Middleton (1728–1781)
- Henry Willoughby, 5. Baron Middleton (1726–1800)
- Henry Willoughby, 6. Baron Middleton (1761–1835)
- Digby Willoughby, 7. Baron Middleton (1769–1856)
- Henry Willoughby, 8. Baron Middleton (1817–1877)
- Digby Willoughby, 9. Baron Middleton (1844–1922)
- Godfrey Willoughby, 10. Baron Middleton (1847–1924)
- Michael Willoughby, 11. Baron Middleton (1887–1970)
- Michael Willoughby, 12. Baron Middleton (1921–2011)
- Michael Willoughby, 13. Baron Middleton (* 1948)

Titelerbe (Heir apparent) ist der Sohn des aktuellen Titelinhabers James Willoughby (* 1976).